# Chiti
Chiti – gaun wikas samiti w zachodniej części Nepalu w strefie Gandaki w dystrykcie Lamjung. Według nepalskiego spisu powszechnego z 2001 roku liczył on 1179 gospodarstw domowych i 5631 mieszkańców (2970 kobiet i 2661 mężczyzn).